# کانال کورینس
کانال کورنت (به انگلیسی: Corinth Canal) کانالی است به طول ۶٫۴ کیلومتر و عرض ۲۱٫۴ متر که با شکافتن باریکه کورنت، خلیج سارونیک در دریای اژه را به خلیج کورنت در دریای یونان متصل می‌کند. کانال کورینس در میان سال‌های ۱۸۸۱ تا ۱۸۹۳ ساخته شده‌است. سالانه نزدیک به ۱۱۰۰۰ کشتی و قایق از این کانال عبور می‌کنند که در صورت عدم عبور از کانال کورینس، به جای ۶/۴ کیلومتر، مجبور به طی ۷۰۰ کیلومتر بودند.

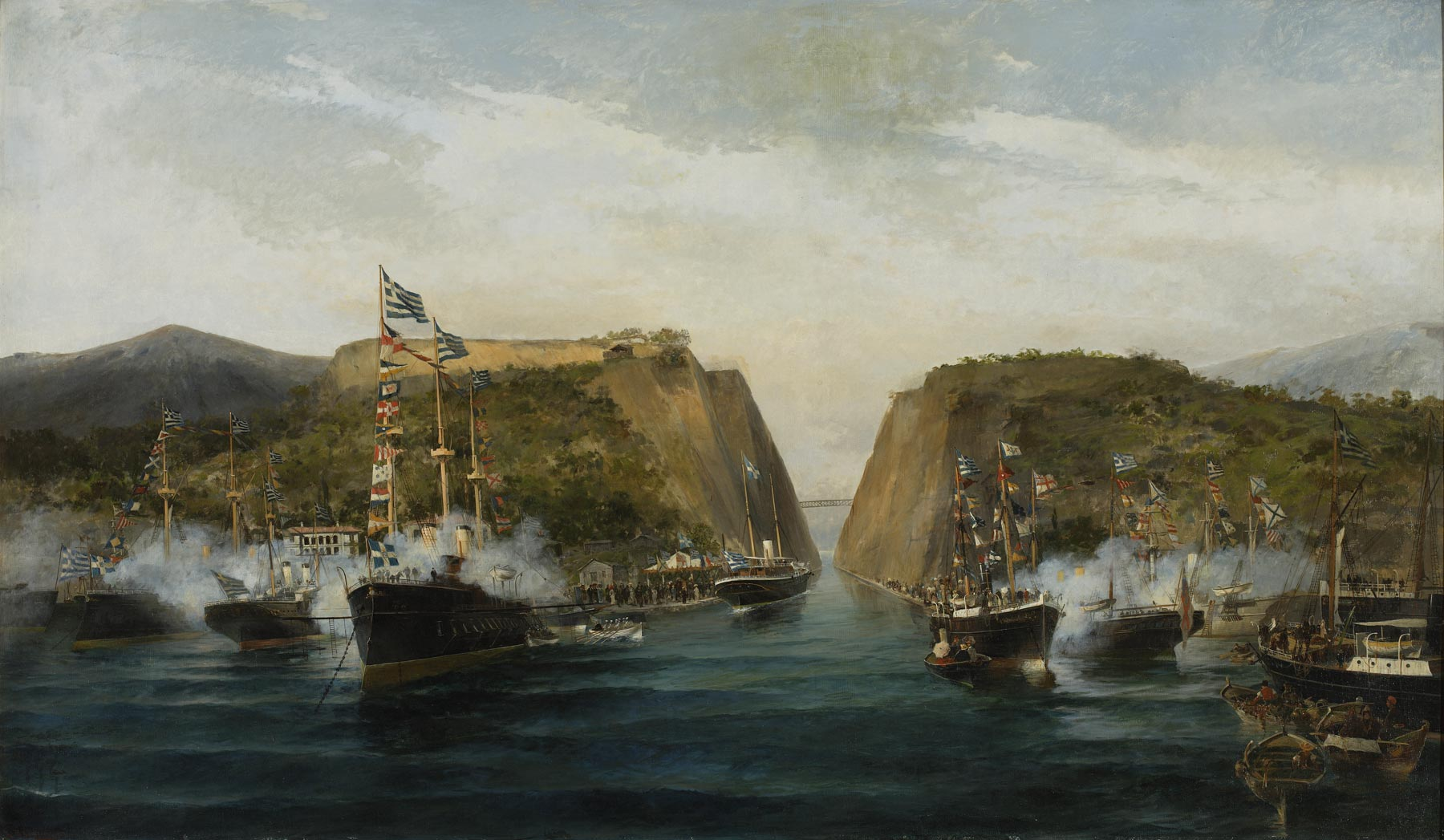
طرحی از کانال در سال ۱۸۹۳ میلادی

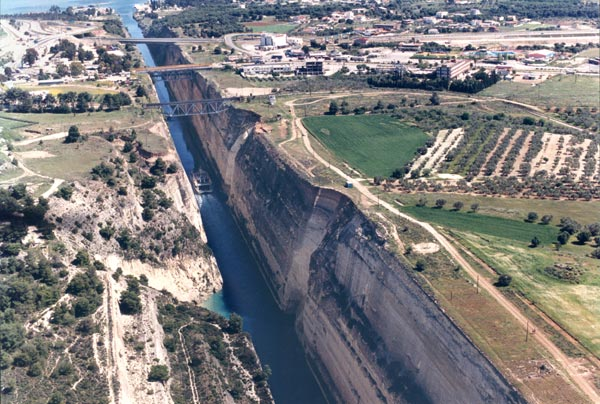
تصویر کانال از بالا

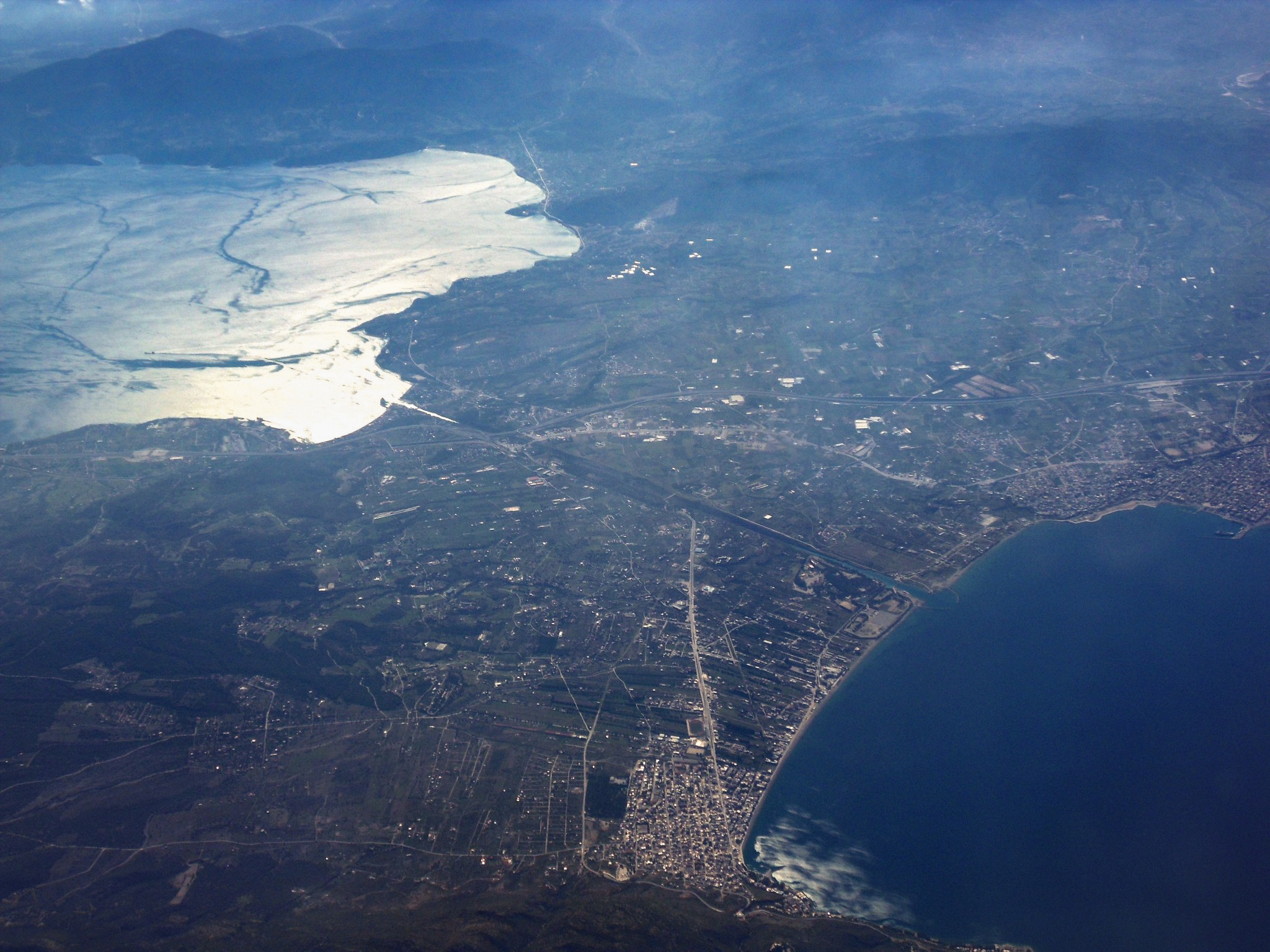
تصویر کانال در سال ۲۰۱۱